# 溫莎鎮區 (密蘇里州亨利縣)
溫莎鎮區（英語：Windsor Township）是位於美國密蘇里州亨利縣的一個行政鎮區。

## 地方資料
溫莎鎮區的面積為93.28平方千米，當中陸地面積為91.94平方千米，而水域面積為1.34平方千米。根據2020年美國人口普查的數據，當地共有人口3345人，而人口密度為每平方千米35.86人。